# 이와모토 쇼
이와모토 쇼(일본어: 岩本 翔, 2001년 3월 18일~)는 일본의 축구 선수이다.

## 구단 경력
그는 2017년부터 J3리그의 감바 오사카 U-23에서 뛰었다. 2019년부터 2022년까지 쓰쿠바 대학에서 활동했다. 2023년 J3리그의 FC 류큐에 입단했다.